# Episodi di Pretty Little Liars (sesta stagione)
La sesta stagione della serie televisiva Pretty Little Liars, composta da 20 episodi, viene trasmessa a partire dal 2 giugno 2015 sul canale statunitense ABC Family.
In Italia la prima parte della stagione (ep. 1-10) è stata trasmessa dal 10 gennaio al 7 febbraio 2016 da Premium Stories, canale pay della piattaforma Mediaset Premium. La seconda parte della stagione (ep. 11-20) è stata trasmessa dal 15 maggio al 12 giugno 2016.
Al termine di questa stagione esce dal cast principale Laura Leighton. Holly Marie Combs e Chad Lowe ricompaiono come guest star.
Gli antagonisti di questa stagione sono Big -A/Charles DiLaurentis, Sara Harvey nelle vesti di Cappotto Rosso e della Vedova Nera, il dottor Elliott Rollins/Archer Dunhill, Mary Drake (sorella gemella di Jessica DiLaurentis) e -A.D., il nuovo stalker in cerca dell'assassino di Charlotte.

## Produzione

### Sviluppo
Lo show viene rinnovato per una sesta e settima stagione il 10 giugno 2014, proprio prima della messa in onda della première della quinta stagione, rendendola la serie originale più longeva dell'emittente tv Freeform. La sesta e la settima stagione sono composte da 20 episodi ciascuno. Le riprese della sesta stagione sono iniziate il 24 marzo 2015. La prova iniziale in cui gli attori leggono le proprie parti da sceneggiature avviene il 23 marzo 2015 King inizia a scrivere il finale di metà stagione, il "finale estivo", intitolato "Fine dei giochi, Charles", il 12 maggio 2015.
A differenza delle stagioni precedenti, la sesta stagione non include un episodio speciale a tema festivo tra la prima e la seconda metà della stagione, proprio come la prima stagione. I precedenti episodi a tema festivo sono stati il tredicesimo episodio di ogni stagione precedente esclusa la prima. La seconda metà della stagione presenta una nuova sigla, dopo aver usato la stessa sigla nelle stagioni precedenti, e conta i personaggi dopo il salto di cinque anni.

### Casting

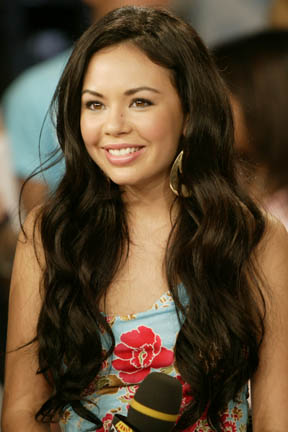
Janel Parrish confermò che sarebbe tornata tra il cast principale dopo che Mona si è rivelata viva.

Janel Parrish conferma in un'intervista che sarebbe tornata nella sesta stagione come personaggio regolare dopo che Mona Vanderwaal, sarebbe stata ucciso nel finale di metà stagione della quinta stagione. Nel finale della quinta stagione, viene rivelato che Mona era viva ed era stata tenuta prigioniera nella casa delle bambole di "A". Viene annunciato che Rumer Willis ritorna nella serie interpretando Zoe, allenatore di Emily quando era a Haiti a costruire le case. Rebecca Breeds, tuttavia, interpretando un'altra amica di Emily di Haiti di nome Nicole, sostituisce il personaggio di Willis. Viene annunciato il 25 marzo 2015 che per interpretare l'allume del Project Runway Dre Davis viene scelto Kimberly Brown. Tuttavia, viene rivelato che Davis interpreterà invece Sara Harvey, una ragazza scomparsa contemporaneamente a Alison. Viene annunciato il 21 aprile 2015 che la migliore amica di Troian Bellisario, Lulu Brud Zsebe, sarebbe apparsa nello show nel ruolo di Sabrina.
Il 24 aprile 2015 viene annunciato che l'attore Titus Makin Jr. si era unito al cast, mentre trapelava la sua audizione nel ruolo di Lorenzo, tuttavia, il 27 maggio 2015 viene annunciato che Travis Winfrey sarà quello che interpreterà Lorenzo, che sarà un poliziotto incaricato di sorvegliare Alison e anche il suo nuovo interesse amoroso. Il 28 maggio 2015, Titus rivela su Twitter di interpretare Clark Wilkins.
Per la seconda metà della stagione, sono stati annunciati diversi personaggi, che appariranno dopo il salto di cinque anni. Il 24 giugno 2015, viene annunciato che due personaggi maschili secondari saranno introdotti nella seconda metà della stagione. La descrizione dei personaggi era un 27enne sofisticato ma gentile che lavorava nel settore della moda di nome Jordan, e Liam, un assistente editoriale di 24 anni di Boston. Viene poi annunciato che Roberto Aguire sarà invece Liam Greene, il nuovo ragazzo di Aria, e che l'attore australiano David Coussins interpreterà Jordan, il nuovo fidanzato di Hanna. Il 21 luglio 2015 venne annunciato che verrà presentato un altro personaggio secondario, l'elegante Yvonne, la figlia di un politico che causerà alcuni drammi importanti per una delle liar. Successivamente viene annunciato che Kara Royster interpreterà Yvonne Phillips, il nuovo interesse amoroso di Toby, che compare per la prima volta nel quattordicesimo episodio. Viene riferito da TVLine il 23 giugno 2015 che Blake Berris apparirà in un episodio nella seconda metà della stagione. Kara Royster viene scelta per il ruolo di Yvonne, un'amica del personaggio Toby. Interpreterà un ruolo secondario e apparirà in tre episodi a partire dal 14º episodio.

### Scrittura
Il produttore esecutivo Oliver Goldstick rivela in un'intervista che la prima metà della sesta stagione conterà 10 episodi invece di 12, come le stagioni precedenti, e affronterà quasi esclusivamente il mistero di Charles DiLaurentis e di ogni domanda misteriosa riguardanti "A" senza risposta dall'inizio dello spettacolo. King dice che "questa è la nostra occasione per finire finalmente questa grande e meravigliosa storia". In un'intervista Marlene King dichiara che la sesta stagione avrebbe affrontato il mistero di Charles DiLaurentis e il mistero di "A". Conferma che sarebbe stato incluso un salto nel passato dopo il college dopo i primi dieci episodi. King conferma anche che la sesta stagione includerà le liars diplomate al liceo.
In un'intervista per Entertainment Online, King dichiara che la sesta stagione "riguarda le risposte e la chiusura di tutti. È un finale della storia che abbiamo iniziato molto tempo fa, ma è un finale molto frenetico della storia." Per quanto riguarda i primi 10 episodi della stagione, il produttore esecutivo Joseph Dougherty dichiara che "saranno come niente mai accaduto prima in questa serie. È un'incredibile quantità di informazioni in ogni episodio, ma se abbiamo fatto il lavoro nel modo giusto, dovresti essere in grado di capire il mistero prima di scoprirlo."

### Promozione
Freeform promosse la sesta stagione creando un concorso online in cui i fan dello spettacolo avrebbero potuto entrare a far parte della campagna di marketing per promuovere lo spettacolo inviando la loro arte a titolo oneroso. Dopo il finale della quinta stagione, i fan potevano inviare la loro arte su un sito web, dove avrebbero avuto la possibilità di essere utilizzati nell'annuncio e nella campagna estiva della famiglia ABC. Sono state inviate più di 3.100 proposte e il vincitore è stato scelto ed è stato incluso nella copertina di Seventeen il 21 maggio 2015. La famiglia ABC ha promosso la stagione chiamandola "Summer of Answers". Per la seconda parte della stagione, ABC Family ha pubblicato un poster promozionale il 15 dicembre 2015, con il nome appena cambiato in "Freeform".

### Leaks
Il 18 luglio 2015, una manciata di informazioni sul finale di mezza stagione, tra cui la rivelazione di "A", trapela su Reddit. La persona dietro l'account affermava di essere stata licenziata dopo essere stata una PA sul set di Pretty Little Liars dopo aver fallito un test antidroga, e potrebbe quindi rivelare informazioni sullo spettacolo. La showrunner Marlene King scrisse tramite Instagram, dove pubblicò una foto e rassicurò il pubblico che le affermazioni erano false e che l'identità di "A" non era stata trapelata. ABC Family affermò: "Tutte le informazioni sul sito sono false. Nessun membro del cast è stato licenziato da PLL e crediamo che sia semplicemente un fan a diffondere informazioni errate."

## Episodi
| nº            | Titolo originale            | Titolo italiano               | Prima TV USA     | Prima TV Italia |
| Prima parte   | Prima parte                 | Prima parte                   | Prima parte      | Prima parte     |
| ------------- | --------------------------- | ----------------------------- | ---------------- | --------------- |
| 1             | Game On, Charles            | Che il gioco cominci, Charles | 2 giugno 2015    | 10 gennaio 2016 |
| 2             | Songs of Innocence          | Canzoni dell'innocenza        | 9 giugno 2015    | 10 gennaio 2016 |
| 3             | Songs of Experience         | Canzoni dell'esperienza       | 16 giugno 2015   | 17 gennaio 2016 |
| 4             | Don't Look Now              | Antiche bugie e nuove verità  | 23 giugno 2015   | 17 gennaio 2016 |
| 5             | She's No Angel              | Lei non è un angelo           | 30 giugno 2015   | 24 gennaio 2016 |
| 6             | No Stone Unturned           | Nulla di intentato            | 14 luglio 2015   | 24 gennaio 2016 |
| 7             | Oh Brother, Where Art Thou  | Fratello, dove sei?           | 21 luglio 2015   | 31 gennaio 2016 |
| 8             | FrAmed                      | Incorniciate                  | 28 luglio 2015   | 31 gennaio 2016 |
| 9             | Last Dance                  | L'ultimo ballo                | 4 agosto 2015    | 7 febbraio 2016 |
| 10            | Game Over, Charles          | Fine dei giochi, Charles      | 11 agosto 2015   | 7 febbraio 2016 |
| Seconda parte |                             |                               |                  |                 |
| 11            | Of Late I Think of Rosewood | Ultimamente penso a Rosewood  | 12 gennaio 2016  | 15 maggio 2016  |
| 12            | Charlotte's Web             | La tela di Charlotte          | 19 gennaio 2016  | 15 maggio 2016  |
| 13            | The Gloves Are On           | Con indosso i guanti          | 26 gennaio 2016  | 22 maggio 2016  |
| 14            | New Guys, New Lies          | Nuovi ragazzi, nuove bugie    | 2 febbraio 2016  | 22 maggio 2016  |
| 15            | Do Not Disturb              | Non disturbare                | 9 febbraio 2016  | 29 maggio 2016  |
| 16            | Where Somebody Waits for Me | Dove qualcuno mi aspetta      | 16 febbraio 2016 | 29 maggio 2016  |
| 17            | We've All Got Baggage       | Abbiamo tutti un passato      | 23 febbraio 2016 | 5 giugno 2016   |
| 18            | Burn This                   | Cerchio di fuoco              | 1º marzo 2016    | 5 giugno 2016   |
| 19            | Did You Miss Me?            | Ti sono mancata?              | 8 marzo 2016     | 12 giugno 2016  |
| 20            | Hush Hush, Sweet Liars      | Top secret, dolci bugiardelle | 15 marzo 2016    | 12 giugno 2016  |

## Che il gioco cominci, Charles
- Titolo originale: Game On, Charles
- Diretto da: Chad Lowe
- Scritto da: I. Marlene King

### Trama
Aria, Spencer, Hanna, Emily e Mona cercano di fuggire dalla Casa delle Bambole di A e, mentre le cinque corrono, viene inquadrata una ragazza bionda e sconosciuta con indosso un top giallo, uguale identico a quello famoso di Alison.
Come punizione per aver tentato di scappare, le ragazze vengono rinchiuse fuori dalla Casa delle Bambole per due giorni, senza cibo né acqua a disposizione. Dopo che Charles permette loro di rientrare, le quattro Liars vengono drogate e messe in un obitorio improvvisato. Una volta concluso il tutto, le ragazze vengono rispedite nelle loro rispettive camere e, nelle tre settimane seguenti, vengono sottoposte a diverse torture psicologiche, costrette a punirsi a vicenda, senza però potersi vedere l’un l’altra.
Nel frattempo, Alison è ormai stata rilasciata, perché le accuse a suo carico circa la morte di Mona sono cadute, visto che la Vanderwaal è stata individuata, ancora viva, nella Casa delle Bambole insieme alle Liars. La DiLaurentis indice allora una conferenza stampa e fa una strana dichiarazione ai giornalisti: ovviamente, tutto ciò fa parte di un piano architettato dalla polizia per attirare A da lei.
Dopo aver subito le torture di A per ventuno lunghi giorni, le ragazze escono dalle loro rispettive camere, traumatizzate per quello a cui hanno assistito e per ciò che sono state costrette a fare; in seguito, vengono incaricate di preparare la camera di Alison per il suo imminente arrivo.
 Poco dopo, mentre stanno frugando in alcuni scatoloni, le Liars scoprono che Charles è un DiLaurentis.
Nel frattempo, A conduce Alison al Tyler State Park ed Ezra e Caleb arrivano poco dopo sul posto, raggiungendo la ragazza.
Durante la normale interruzione di corrente notturna, le Liars entrano nella stanza dei ricordi di Charles, dove alla fine appiccano il fuoco. Charles, preso in contropiede, attiva dunque l'allarme antincendio per spegnerlo.
Alison e i ragazzi, mentre camminano nel folto del parco, sentono un allarme e vedono del fumo provenire dal sottosuolo.
Le Liars, mentre corrono lungo un corridoio per scappare, trovano Mona completamente sporca e intrappolata in una buca, quindi fermano la loro fuga e l’aiutano a uscire.
Alison, Ezra e Caleb trovano una porta chiusa a chiave nascosta in mezzo al parco e, dopo averla aperta, dal suo interno ne escono Mona e le quattro Liars. Successivamente, Toby e la polizia giungono sul posto e così le ragazze si riuniscono ai loro amati.
 Poco dopo, uno dei poliziotti, perlustrando i dintorni, trova un'altra ragazza rinchiusa nella Casa delle Bambole di A: il suo nome è Sarah Harvey.
Alla fine, Toby dice a Spencer che, molto probabilmente, Andrew è il loro aguzzino, visto che sono stati trovati alcuni monitor che le riprendevano nella sua fattoria di famiglia, mentre Emily si avvicina a Alison chiedendole chi sia Charles DiLaurentis.
- Guest star: Keegan Allen (Toby Cavanaugh), Ian Harding (Ezra Fitz), Drew Van Acker (Jason DiLaurentis), Tyler Blackburn (Caleb Rivers), Roma Maffia (Linda Tanner), Jim Abele (Kenneth "Ken" DiLaurentis), Andrea Parker (Jessica DiLaurentis), Dre Davis (Sara Harvey), Jim Titus (Barry Maple).
- Ascolti USA: telespettatori 2 380 000 – share 1,10%[35]

## Canzoni dell'innocenza
- Titolo originale: Songs of Innocence
- Diretto da: Norman Buckley
- Scritto da: Joseph Dougherty

### Trama
Dopo essere uscite dalla Casa delle Bambole di Charles e dopo che Andrew è stato arrestato per essere sospettato del loro rapimento, le ragazze si sentono ancora lontane dall'essere al sicuro e tranquille.
Aria, incapace di far fronte al fatto che, dopo alcune indagini, Andrew non risulta essere A e che quindi chiunque le abbia davvero rapite è ancora là fuori, va alla polizia dicendo di aver visto il volto del ragazzo mentre si trovava nella Casa delle Bambole, anche se non è vero.
Nel frattempo, alle ragazze vengono prescritti diversi farmaci per aiutarle ad affrontare le conseguenze di essere state tenute in ostaggio da A. Veronica, però, convince l'ospedale a non prescrivere a Spencer i sonniferi, a causa della sua passata dipendenza da pillole, ma la ragazza non ne è felice e così ruba una delle pillole di Aria dalla sua stanza.
Hanna decide di ridipingere la sua camera da letto per sbarazzarsi dei brutti ricordi dovuti all’essere stata tenuta prigioniera.
Alison ha a che fare con la sua notorietà: mentre sta andando in giro per la città, incontra Lorenzo Calderon, il nuovo partner di Toby presso le forze di polizia, e tra i due sembra scattare qualcosa.
Sarah scappa di casa e arriva a quella di Emily, dove alla fine Pam le permette di rimanere.
- Guest star: Ian Harding (Ezra Fitz), Tyler Blackburn (Caleb Rivers), Laura Leighton (Ashley Marin), Keegan Allen (Toby Cavanaugh), Lesley Fera (Veronica Hastings), Brandon W. Jones (Andrew Campbell), Jim Abele (Kenneth "Ken" DiLaurentis), Dre Davis (Sara Harvey), Travis Winfrey (Lorenzo Calderon), Bonnie Root (Avvocato), Nia Peeples (Pam Fields), Holly Marie Combs (Ella Montgomery).
- Ascolti USA: telespettatori 2 130 000 – share 1%[36]

## Canzoni dell'esperienza
- Titolo originale: Songs of Experience
- Diretto da: Norman Buckley
- Scritto da: Joseph Dougherty

### Trama
Ancora psicologicamente segnate, le quattro ragazze programmano di tornare a scuola ma, alla fine, solo Hanna si presenta.
Invece di andare a scuola, Aria si concentra su Andrew, cercando di capire chi sia veramente.
Emily tenta di connettersi ed entrare in sintonia con Sarah, facendola rimanere a casa sua.
Spencer affronta Alison riguardo alla sua convinzione che il padre della DiLaurentis abbia mentito alla figlia in merito all’identità di Charles, infatti Kenneth ha negato che esista un membro della loro famiglia con quel nome.
 Successivamente, Spencer affronta Jason, che le conferma di aver avuto un amico immaginario di nome Charlie, quando era molto piccolo.
Hanna vorrebbe riunirsi con le sue tre amiche, in modo tale che possano parlare tra di loro e scoprire quanto è realmente accaduto all’interno della Casa delle Bambole, così riesce a convincerle ad andare a una sessione con la dottoressa Sullivan ma, una volta arrivate al suo studio, A manda loro un video, minacciando di ferire Sarah se le ragazze parleranno.
Dopo aver cercato di parlare con un Andrew abbastanza furioso, visto che è stato appena rilasciato dalla polizia, le ragazze si rendono conto che non si sono fatte del male l'un l'altra, nella Casa delle Bambole, come invece avevano pensato, ma che Charles ha voluto far credere loro il contrario, il tutto per destabilizzarle.
Alison e Jason affrontano il padre riguardo a Charles e, finalmente, egli dice loro la verità sul ragazzo. Nel frattempo, vediamo A spiare attraverso la finestra del soggiorno dei DiLaurentis.
- Guest star: Annabeth Gish (Dottoressa Anne Sullivan), Ian Harding (Ezra Fitz), Keegan Allen (Toby Cavanaugh), Lesley Fera (Veronica Hastings), Drew Van Acker (Jason DiLaurentis), Brandon W. James (Andrew Campbell), Jim Abele (Kenneth "Ken" DiLaurentis), Dre Davis (Sara Harvey), Travis Winfrey (Lorenzo Calderon), Nia Peeples (Pam Fields).
- Ascolti USA: telespettatori 1 740 000 – share 0,70%[37]

## Antiche bugie e nuove verità
- Titolo originale: Don't Look Now
- Diretto da: Arlene Sanford
- Scritto da: Jonell Lennon

### Trama
Il signor DiLaurentis viene interrogato da Alison e da Jason sulla connessione che c'è tra la loro famiglia e Charles DiLaurentis. L’uomo rivela dunque ai figli che Charles è, in realtà, il loro fratello maggiore: lui e Jessica lo avevano internato al Radley quando ancora era molto piccolo, a causa del suo comportamento disturbato, che lo ha successivamente portato a suicidarsi all'età di sedici anni.
 Le Liars, Ali e Jason, però, dubitano del fatto che Charles sia realmente morto e così vanno al Radley per salvare i file che riguardano il ragazzo dall'essere "triturati", visto che la struttura sta chiudendo i battenti.
Le ragazze trovano il fascicolo di Charles e riescono a stabilire una connessione tra lui e la defunta prozia di Alison e Jason, Carol. Quando però arrivano alla vecchia casa di Carol, le Liars trovano una lapide con sopra scritto il nome Charles e, controllando meglio, scoprono che quella è una tomba vera e non finta.
Nel frattempo, la natura protettiva di Caleb inizia a dar fastidio a Hanna; la ragazza lo affronta dopo aver scoperto che egli ha messo un dispositivo GPS nella sua auto.
La dipendenza da pillole di Spencer peggiora quando la ragazza inizia ad avere degli strani flashback, in cui si risveglia nella sua stanza della Casa delle Bambole ricoperta di sangue, senza però alcun ricordo di come ciò sia potuto succedere.
 Più tardi, Spencer incontra la nuova pasticcera del Brew, Sabrina, che ha preso il posto di Talia, visto che la donna se ne è andata. Sabrina prende delle droghe leggere come medicinali e, nonostante gli avvertimenti di Ezra, Spencer commissiona dei dolcetti all’erba alla pasticcera, per cercare di vincere i suoi problemi di insonnia.
Aria, durante alcune sedute di fotografia, incontra Clark Wilkins, un giovane fotografo che vorrebbe lavorare per il National Geographic, mentre la mamma di Emily comincia a preoccuparsi per Sarah dopo averla trovata seduta sul tetto, intenta a guardare il tramonto.
Intanto, A viene inquadrato al computer, mentre sta guardando la posizione delle varie Liars, rivelando di aver impiantanto in ciascuna di loro un microchip che l’aiuti a rintracciarle più facilmente.
- Guest star: Andrea Parker (Jessica DiLaurentis), Ian Harding (Ezra Fitz), Tyler Blackburn (Caleb Rivers), Drew Van Acker (Jason DiLaurentis), Chad Lowe (Byron Montgomery), Jim Abele (Kenneth "Ken" DiLaurentis), Titus Makin Jr. (Clark Wilkins), Dre Davis (Sara Harvey), Lulu Brud (Sabrina), Nia Peeples (Pam Fields).
- Ascolti USA: telespettatori 1 840 000 – share 0,80%[38]

## Lei non è un angelo
- Titolo originale: She's No Angel
- Diretto da: Michael Grossman
- Scritto da: Oliver Goldstick e Maya Goldsmith

### Trama
Dopo tutta la vicenda di A e della Casa delle Bambole, Mona torna a Rosewood e viene duramente interrogata dalla polizia per il fatto di aver finto la sua morte; inoltre, la ragazza continua a essere terrorizzata da Alison.
Successivamente, Mona e Hanna si confrontano riguardo a Leslie e al coinvolgimento di quest'ultima nell'averla aiutata a fingersi morta.
Emily suggerisce a Sarah di emanciparsi dalla sua famiglia, visto il rapporto burrascoso che la ragazza ha con la madre; così, dopo aver ottenuto l'emancipazione, la ragazza festeggia facendosi un tatuaggio.
Alison e Lorenzo si avvicinano, visto il supporto del ragazzo dato alla DiLaurentis, ma il padre di quest’ultima disapprova.
Spencer e Hanna si introducono ancora una volta al Radley e scoprono nuovi file su Charles. Qui, le due incontrano Mona, che rivela loro che Leslie era una paziente del Radley e anche, per un breve periodo, compagna di stanza di Bethany.
 Successivamente, Leslie diventa furiosa dopo aver scoperto ciò che Mona ha detto alle ragazze.
Aria scopre che Clark, durante una loro seduta di fotografia in un magazzino abbandonato, probabilmente ha scattato una foto ad A, così la ruba e, analizzandola, scopre che A, in realtà, è una ragazza.
Dopo che Aria ha mandato un messaggio alle altre Liars con allegata la foto di A, Sarah, essendo riuscita a leggerlo dal cellulare di Emily, dà di matto e dice all’amica di aver già visto quella ragazza incappucciata raffigurata nella foto.
Intanto, A viene inquadrato mentre sta ricreando una bambola raffigurante Aria.
- Guest star: Nathaniel Buzolic (Dean Stavros), Tyler Blackburn (Caleb Rivers), Jim Abele (Kenneth "Ken" DiLaurentis), Dre Davis (Sara Harvey), Elizabeth McLaughlin (Lesli Stone), Titus Makin Jr. (Clark Wilkins), Travis Winfrey (Lorenzo Calderon), Maddie Ziegler (Ballerina inquietante).
- Ascolti USA: telespettatori 1 800 000 – share 0,80%[39]

## Nulla di intentato
- Titolo originale: No Stone Unturned
- Diretto da: Chad Lowe
- Scritto da: Oliver Goldstick e Maya Goldsmith

### Trama
Dopo aver scoperto che, molto probabilmente, A è una ragazza, le Liars cercano degli indizi sul fatto che Leslie sia il loro aguzzino incappucciato.
Il signor DiLaurentis riceve una lettera da Charles, dove egli annuncia che sta tornando a casa per il suo compleanno, terrorizzando a morte l’uomo.
Sarah inizia il suo nuovo lavoro presso la ditta di web designer di Caleb e confida al ragazzo di sentire di non aver ancora guadagnato la piena fiducia delle Liars.
Dean, l'ex consulente anti droghe di Spencer, aiuta la ragazza a scrivere il suo discorso per il diploma, dichiarandole infine i suoi sentimenti.
Hanna, determinata a smascherare Leslie, ruba la sua macchina e prende il suo documento di identità, che usa per entrare nel laboratorio dove la ragazza lavora. Mentre lei e le altre Liars si trovano lì dentro, scoprono che nei colli di ognuna di loro sono stati impiantati dei microchip in grado di poterle localizzare.
 Poco dopo, Mona raggiunge le ragazze al laboratorio e salva Hanna dall’attacco di un procione aggressivo. Successivamente rivela alle ragazze che Leslie non era amica di Bethany e che Bethany e Charles fuggirono insieme dal Radley, la stessa notte della scomparsa di Ali: quindi A è ancora vivo, a dispetto delle parole del signor DiLaurentis.
Nel frattempo, Emily si avvicina sempre di più a Sarah, tanto da declinare l'offerta di un viaggio che gli era stata fatta da Nicole Gordons, sua vecchia amica conosciuta durante un precedente viaggio di volontariato a Haiti. Infatti, Nicole le aveva chiesto di partire nuovamente con lei, per fare altro volontariato, ma Emily, pur di non lasciare sola Sarah, ha rinunciato. Em e Sarah finiscono quindi per baciarsi, legandosi ancora di più.
Intanto, A viene inquadrato mentre sta guardando il signor DiLaurentis, impegnato a scoprire se Charles sia morto per davvero oppure no.
- Guest star: Ian Harding (Ezra Fitz), Tyler Blackburn (Caleb Rivers), Laura Leighton (Ashley Marin), Dre Davis (Sara Harvey), Elizabeth McLaughlin (Lesli Stone), Jim Abele (Kenneth "Ken" DiLaurentis), Nathaniel Buzolic (Dean Stavros), Titus Makin Jr. (Clark Wilkins), Rebecca Breeds (Nicole Gordons).
- Ascolti USA: telespettatori 1 700 000 – share 0,80%[40]

## Fratello, dove sei?
- Titolo originale: Oh Brother, Where Art Thou?
- Diretto da: Bethany Rooney
- Scritto da: Lijah J. Barasz

### Trama
Dopo che Charles ha dichiarato di star tornando a casa per il suo compleanno, Kenneth vuole portare Jason e Alison fuori città. Jason, però, rifiuta l’offerta, perché vuole rimanere a Rosewood per giustificare, finalmente, i suoi ricordi d'infanzia, che continuando a fargli rimembrare un certo "Charlie".
 Spencer e Hanna vedono questa cosa come un'opportunità per intrappolare Charles e ottenere le risposte che stanno cercando da tanto tempo, mentre Aria ed Emily vogliono tenerlo il più lontano possibile da loro.
Nel frattempo, il rapporto tra Mona e Mike diventa sempre più problematico, perché Mike crede che la ragazza lo stia allontanando da sé.
Hanna riceve una sorpresa indesiderata.
Charles attacca Toby sotto un porticato e ferisce sia lui che Lorenzo.
Jason e Alison sentono echeggiare la voce di Charles in casa loro: egli chiede ai suoi fratelli di andare in soffitta. Una volta lì, i due ragazzi scoprono un vecchio video di quando erano bambini: esso mostra la signora DiLaurentis chiamare un bambino Freddie, che in realtà è Charles. Nel video, poi, si scopre che Freddie, alias Charles, sta festeggiando il suo compleanno in compagnia di un piccolo Jason e di una piccolissima Alison, ignari della vera identità del loro nuovo amichetto. Successivamente, Ali riceve un ulteriore messaggio da parte di Charles, che dice: "ho voluto fidarmi di te". A quel punto, i fratelli DiLaurentis rimangono confusi per via del video appena visto.
Intanto, A riceve un regalo da un suo alleato: una foto di un giovane Charles insieme a un giovane Jason e a una giovane Ali, intenti a festeggiare insieme il compleanno del primo.
- Guest Star: Keegan Allen (Toby Cavnaugh), Laura Leighton (Ashley Marin), Drew Van Acker (Jason DiLaurentis), Dre Davis (Sara Harvey), Jim Abele (Kenneth "Ken" DiLaurentis), Cody Allen Christian (Mike Montgomery), Lulu Brud (Sabrina), Travis Winfrey (Lorenzo Calderon), Isabella Rice (giovane Alison), Skyler Day (Claire), Andrea Parker (Jessica DiLaurentis).
- Ascolti USA: telespettatori 1 770 000 – share 0,80%[41]

## Incorniciate
- Titolo originale: FrAmed
- Diretto da: Larry Reibman
- Scritto da: Bryan M. Holdman

### Trama
Determinata a ridare indietro i soldi della sua borsa di studio inaspettata, Hanna è disposta a rischiare di perdere la possibilità di andare al college dei suoi sogni. Tutto questo perché la borsa di studio da lei vinta proviene da un’associazione chiamata CarrissimiGroup, che Hanna crede sia gestita in realtà da A.
Alison viene a sapere di più su suo fratello e, per questo motivo, trova difficile collegare un assassino al ragazzino che ha visto nelle foto di famiglia e che affiora ogni tanto nei suoi ricordi.
Nel frattempo, la Rosewood High School sta prendendo in seria considerazione l’opzione di non lasciare che le Liars vadano al loro ballo di fine anno, a causa di problemi di sicurezza.
Charles e Cappotto Rosso vengono inquadrati insieme in una stanza, intenti a guardare su un display la galleria d’arte per cui ora lavora Aria; i due stanno tramando per sabotare il lavoro della ragazza. Alla fine, i due stalker riescono nel loro intento, esponendo una raccapricciante immagine di Emily, Spencer, Aria e Hanna immortalate nella camera mortuaria, mentre erano intrappolate nella Casa delle Bambole, umiliando così la giovane Montgomery. La ragazza è devastata per l’accaduto e, alla fine, trova conforto in Ezra.
Nel frattempo, Hanna e Spencer fanno visita a un uomo di nome Rhys Matthews, direttore della CarissimiGroup, per chiedergli alcune informazioni riguardo ai soldi della borsa di studio vinta da Hanna e per indagare meglio sul suo conto. Rimanendo sbalordite dalla sua somiglianza con Jason, le due cominciano a sospettare che Rhys sia in realtà Charles.
Le Liars, a eccezione di Aria, seguono Rhys, che le porta a un negozio di bambole abbandonato. Poco dopo, sulla scena fa la sua comparsa Clark, l’amico fotografo di Aria. Quando le ragazze informano Aria circa ciò che hanno visto, lei ne rimane molto delusa.
Cappotto Rosso, intanto, ascolta di nascosto una conversazione tra Ashley ed Ella.
Nella scena finale, A sta sistemando 6 siringhe nel bagagliaio della propria auto, mentre Cappotto Rosso è alla guida. Alla fine, tra le mani di Charles vediamo una busta contenente 2 biglietti per il ballo scolastico di fine anno del Liceo di Rosewood.
- Ascolti USA: telespettatori 1 580 000 – share 0,70%[42]

## L'ultimo ballo
- Titolo originale: Last Dance
- Diretto da: Oliver Goldstick e Francesca Rollins
- Scritto da: Janice Cooke

### Trama
Dopo che la Rosewood High School vieta alle Liars e a Alison di partecipare al ballo di fine anno, le madri delle rispettive ragazze si offrono di organizzare loro un "ballo sostitutivo" nel fienile di Spencer.
Nel mentre, Alison si scambia diversi messaggi con Charles, dicendogli infine che lo incontrerà al ballo ufficiale della scuola.
Aria scopre da sua madre che ha vinto un tirocinio di fotografia a Los Angeles e, confrontandosi con Ezra, visto che aveva scoperto che il ragazzo aveva acquistato dei biglietti aerei per due, gli chiede di non essere seguita. Ezra però la anticipa e le rivela che, in realtà, ha deciso di andare in Thailandia con Nicole, l’amica di Emily, per costruire case per i meno fortunati.
Spencer, dopo aver appreso che Toby e Lorenzo sono stati sospesi dalla polizia a causa dell’incidente avvenuto con A, convince Lorenzo a partecipare al ballo scolastico di fine anno per seguire Ali.
Le Liars si recano quindi al ballo organizzato nel fienile di Spencer, mentre Alison va a quello ufficiale.
Arrivata alla festa, Ali viene raggiunta e fermata dalle Liars, che hanno lasciato il fienile per andare al ballo e proteggerla. Tuttavia, Spencer la lascia andare dopo aver capito la disperazione di Alison nel cercare di comprendere i veri motivi dietro alle azioni di suo fratello Charles.
Poco dopo, al ballo di fine anno, Clark confessa ad Aria che, in realtà, lui è un agente sotto copertura che stava solamente cercando di proteggerla, con grande sorpresa da parte della ragazza. Nel mentre, Caleb rivela a Hanna che si sta trasferendo a New York e chiede alla ragazza di andare con lui.
Intanto, le mamme delle quattro Liars rimangono intrappolate nel seminterrato della casa dei DiLaurentis, dopo che qualcuno le ha chiuse lì dentro; a loro avviso, è stato Rhys.
Alison viene improvvisamente rapita da A e le Liars capiscono che la ragazza è scomparsa solo dopo aver ritrovato il suo telefono a terra.
Dopo aver inseguito Ali ed essere riuscita a prenderla, A si toglie finalmente la maschera, mentre una scioccata Alison la guarda in faccia esterrefatta.
- Ascolti USA: telespettatori 2 030 000 – share 0,80%[43]

## Fine dei giochi, Charles
- Titolo originale: Game Over, Charles
- Diretto da: I. Marlene King
- Scritto da: I. Marlene King

### Trama
Le quattro Liars, Mona e Sarah si recano alla CarissimiGroup, dove scoprono una stanza segreta tappezzata di monitor, in cui vedono A che parla con Alison, al Radley. Quando l’inquadratura si sposta, le ragazze vedono Jason e il signor DiLaurentis svenuti e accasciati a terra. Le Liars, allora, corrono a salvare Ali ma, proprio mentre stanno per entrare nella stanza del Radley, Sarah ha un “incidente” e rimane chiusa fuori, mentre le porte si chiudono, dividendola dal resto del gruppo.
Alla fine, A si rivela essere CeCe Drake, che comincia a raccontare alle ragazze la sua vera storia e le motivazioni che l’hanno spinta a fare tutto ciò che ha fatto.
 CeCe dice a Alison che tutto è cominciato quando lei era internata al Radley: un giorno, all’improvviso, fece la sua comparsa Mona che, sotto shock per quanto successo e con la mente ancora annebbiata dalle medicine, la scambiò per Alison e le raccontò tutto quello che aveva fatto a Spencer, Hanna, Emily e Aria durante quell’anno. CeCe, attratta da quel gioco malato ideato da Mona, decise di proseguire al suo posto e, la ragione principale del perché ha tormentato le ragazze per tutti quegli anni, era che la ragazza pensava che loro quattro non fossero davvero amiche di sua sorella, ma che fossero invece soddisfatte della "morte" di Alison.
 Intanto, ci viene mostrato un flashback in cui un giovane Charles, con indosso un abito femminile regalatogli dalla madre Jessica, si trova insieme a una giovane Bethany sul tetto del Radley. A un certo punto, però, la madre di Toby si presenta sul tetto e Bethany, a cui Charles ha chiesto aiuto per non farsi scoprire omosessuale, la spinge giù dal tetto, al fine di proteggere il segreto dell’amico, anche se, alla fine, la ragazzina dà la colpa di aver buttato di sotto la signora Cavanaugh proprio a quest'ultimo.
 CeCe racconta poi che, all'età di 16 anni, si è sottoposta a un'operazione chirurgica con lo scopo di cambiar sesso e che Jessica, successivamente, ha detto al marito che Charles era morto suicida, quando in realtà Charles è “rinato” come Charlotte, alias CeCe Drake. CeCe, successivamente aiutata da sua madre Jessica, che pagava Wilden per coprirla, ha iniziato a frequentare alcuni corsi all’università di Rosewood, la Hollis, uscendo di nascosto dal Radley. Durante una di queste sue uscite, la ragazza si è imbattuta in Jason e, desiderosa di conoscere meglio suo fratello, ha iniziato a frequentarlo. Per questo motivo CeCe è finita in vacanza con loro, quella famosa estate, a Cape May.
 CeCe, in seguito, rivela a Alison che è stata proprio lei a colpirla con una pietra, la sera della sua presunta morte: ciò è avvenuto perché lei e Bethany avevano litigato e quest’ultima, dopo averle rubato alcuni vestiti, era scappata dal Radley per andare a uccidere Jessica, che aveva una relazione clandestina con il padre di Bethany. CeCe, una volta arrivata davanti alla casa di sua madre, aveva scambiato Ali, in piedi di spalle in giardino, per Bethany e, al fine di proteggere la madre, l’aveva colpita. In seguito, Jessica, non sapendo cosa fare e credendo che Alison fosse morta, la seppellì ancora viva. Dopo questa rivelazione shock, Mona confessa e si rende conto di non aver colpito Ali, quella stessa sera, ma Bethany, arrivata sul posto poco dopo: Mona è quindi l’assassina della Young.
 CeCe rivela inoltre che Sarah l'ha sempre aiutata, sia sotto le mentite spoglie di "Cappotto Rosso", che sotto le mentite spoglie di "Vedova Nera", al fine di spiare le Liars per poi riferire a lei ogni loro singola mossa, in modo tale da poterle sempre anticipare. Come detto prima, inizialmente CeCe voleva solo tormentare le ragazze, ma poi queste ultime avevano scoperto che Alison era ancora viva così, dopo aver avuto la conferma che sua sorella stava bene e che quindi lei non l’aveva uccisa, CeCe si era decisa a lasciare definitivamente la città, per smetterla di dare problemi alle Liars. La ragazza, però, adorava così tanto “giocare con le sue bambole” che, alla fine, decise di tornare a Rosewood per proseguire lo stalking. CeCe, con le lacrime agli occhi, confessa anche di aver seppellito Jessica, ma di non averla uccisa, non sapendo chi sia stato in realtà; l’unica persona che ha ucciso CeCe è stato Wilden, perché la ricattava minacciandola di rivelare a tutti la sua vera identità.
 Alla fine del racconto, CeCe, in preda al panico e con le spalle al muro, si volta verso il cornicione, con l’intento di saltar giù dal tetto e togliersi la vita, ma Alison e le ragazze la implorano di non farlo, dicendole che hanno capito le sue motivazioni. CeCe allora si arrende, dichiarando il game over.
L'ultima scena avviene durante il weekend del Labor Day: le cinque ragazze si stanno salutando, siccome tutte quante stanno per partire per il college, tutte tranne Alison, che invece rimarrà a Rosewood.
L'episodio si conclude con un salto temporale di cinque anni nel futuro: le ragazze tornano preoccupate al Liceo di Rosewood, dove Alison, adesso insegnante, viene messa in guardia dalle amiche, che le dicono che lui è venuto lì per lei. Alla fine, entra in scena Spencer, dicendo alle altre che ormai è troppo tardi per fuggire, perché lui è già arrivato.
- Ascolti USA: telespettatori 3 090 000 – share 1,40%[44]

## Ultimamente penso a Rosewood
- Titolo originale: Of Late I Think of Rosewood
- Diretto da: Ron Lagomarsino
- Scritto da: Joseph Dougherty

### Trama
Aria, Emily, Hanna e Spencer tornano tutte quante a Rosewood, dopo essere state cinque anni distanti, perché Alison si è rivolta alle sue quattro migliori amiche, chiedendo a ciascuna di loro di tornare in città per fare una dichiarazione a favore di Charlotte e per ottenere quindi le sue dimissioni dall'ospedale psichiatrico nel quale la ragazza è attualmente ricoverata.
Nel frattempo, la vita delle Liars è enormemente cambiata.
Aria, dopo la laurea, ha trovato lavoro presso una casa editrice di Boston, che ha pubblicato il nuovo libro di Ezra e che ora sta aspettando il seguito. Inoltre, si frequenta di nascosto con un suo collega, Liam Greene.
Hanna, dopo la laurea, ha trovato lavoro come assistente di una nota stilista e, dopo la rottura con Caleb, si è fidanzata con un ricco uomo d’affari di nome Jordan.
Spencer, dopo la laurea, è diventata una lobbista e ora lavora a Washington. Dopo la rottura con Toby, lei e Caleb si sono avvicinati molto e tuttora lavorano insieme alla campagna politica della madre di lei, Veronica, che si vuole candidare come senatrice alle prossime elezioni.
Emily, invece, è l’unica che non ha finito l’università, perché sconvolta dalla morte del padre. Dopo aver chiuso con Sarah, al college si è frequentata per un po’ di tempo nuovamente con Paige ma, alla fine, le due hanno rotto per l’ennesima volta. Nessuno, né le sue amiche né tantomeno la madre, sa del suo fallimento all’università.
All’udienza per il rilascio di Charlotte, Aria è l'unica delle quattro ragazze che non vuole lasciare libera la sorella di Ali. Nonostante ciò, la sua testimonianza non fa testo, in quanto il giudice decide comunque di liberare una Charlotte pentita e in preda ai sensi di colpa, che è stata precedentemente nota come A.
Successivamente, Aria incontra un Ezra devastato, tornato dal Sud America dopo il rapimento della sua ragazza, Nicole. Ezra sembra intenzionato a non scrivere più il continuo del suo libro, che invece l'editore capo di Aria vuole a tutti i costi.
Emily, intanto, lotta ancora con i suoi sentimenti a causa della morte del padre.
Spencer va a far visita a Toby, che sembra essere andato avanti dopo la fine della loro relazione, mentre Hanna si incontra con Caleb dopo anni dalla loro rottura.
Dopo aver trascorso la sua prima notte a casa con Alison, Charlotte scompare misteriosamente, mentre Aria, Emily, Hanna e Spencer sono riunite al Radley, che ora è diventato un hotel di lusso gestito da Ashley. Poco dopo, le quattro ragazze finiscono tutte per addormentarsi nella camera d'albergo di Hanna.
La mattina seguente, ai piedi del campanile, viene ritrovato il corpo senza vita di Charlotte e il caso viene archiviato sin da subito come suicidio.
Mentre sono al funerale, le cinque amiche si sbalordiscono nel vedere Sarah presentarsi alla cerimonia funebre.
 Mentre stanno lasciando la chiesa, Lorenzo si avvicina alle ragazze e le informa che Charlotte è stata effettivamente uccisa, ma che la sua morte è stata fatta passare per un suicidio; il poliziotto conclude dicendo loro di non lasciare la città.
Intanto, una persona misteriosa osserva, dal finestrino di una macchina, le Liars, per poi allontanarsi.
- Ascolti USA: telespettatori 2 250 000 – share 1,10%[45]

## La tela di Charlotte
- Titolo originale: Charlotte's Web
- Diretto da: Joanna Kerns
- Scritto da: Jonell Lennon e Lijah J. Barasz

### Trama
Le ragazze iniziano a sospettare le une delle altre per via delle domande riguardanti l'omicidio di Charlotte.
Aria torna a Boston, nonostante le fosse stato detto di non lasciare Rosewood, e il fatto rende Alison molto sospettosa, pensando che la ragazza possa essere l'assassina di Charlotte.
Hanna si confronta con Aria circa l'omicidio, sapendo che l’amica ha lasciato, per circa un'ora, la loro camera d’albergo, insieme a Ezra, proprio nel momento esatto in cui è stata uccisa Charlotte.
Quando torna a Rosewood, Aria rivela alle sue amiche che quella notte non riusciva a dormire, perché voleva parlare con Ezra a tutti i costi, e che quindi i due si sono incontrati fuori dal Radley; mentre era con il ragazzo, Aria ha visto Charlotte, in lontananza, entrare in chiesa prima di essere uccisa.
Dopo aver saputo quello che è successo, Hanna decide di cancellare i filmati di sicurezza del Radley, quelli che mostrano Aria mentre lascia l'hotel con Ezra e ritorna dopo l'orario della morte di Charlotte.
Spencer scopre che Charlotte è stata uccisa nello stesso identico modo in cui lei aveva descritto un omicidio, per un saggio, al college.
Emily, d'altra parte, continua a mentire sulla sua vita all’Università della California ed è ancora distrutta per la morte del padre, mentre Alison decide di fare attenzione alle sue amiche, credendo che abbiano a che fare con la morte della sorella.
Alla fine, Über “A”, il nuovo misterioso stalker, mette dei fiori sulla tomba di Charlotte, situata accanto a quella di Jessica. Nel mentre, una macchina nera si ferma lì accanto e, prima di accostare, l'autista dice al nuovo A: "Condoglianze, signore".
- Ascolti USA: telespettatori 1 660 000 – share 0,80%[46]

## Con indosso i guanti
- Titolo originale: The Gloves Are On
- Diretto da: Kimberly McCullough
- Scritto da: Oliver Goldstick e Maya Goldsmith

### Trama
L'episodio inizia con Emily, Hanna a Spencer che, alla Spa del Radley, parlano di Aria e della notte dell'omicidio dì Charlotte. A quel punto, Hanna confessa alle amiche di aver cancellato il video della sorveglianza in cui si vede che Aria è uscita per incontrare Ezra e così, le altre due Liars, esasperate da questa nuova situazione, se ne vanno, ma Emily nota Sarah lì vicino e capisce quindi che la ragazza le stava ascoltando.
Intanto, Lorenzo parla con la madre di Hanna, dicendole che nei video della sorveglianza del Radley mancano alcune parti delle riprese della notte in cui è morta Charlotte, comunicandole inoltre di aver scoperto che i video sono stati manomessi.
 Ashley affronta quindi Hanna, per chiederle se sia stata lei a cancellare i video, ma quest'ultima nega e, nel mentre, arriva una comunicazione dalla polizia, che convoca Ashley in centrale.
Ezra consegna ad Aria quei pochi capitoli del seguito del suo libro che ha completato, dicendole poi che ha smesso di scrivere da quando Nicole è scomparsa.
Spencer incontra un ragazzo, Damian, che la sottopone a un'intervista per la campagna pubblicitaria della madre Veronica, ma quest'ultimo inizia a farle domande strane sulla morte di Charlotte. Nel frattempo, arriva sul posto Hanna, che chiede a Spencer di poter parlare con sua madre per aiutare Ashley, ma Spencer rifiuta, poiché Veronica ha ormai abbandonato la carriera di avvocato. Alla fine, Hanna, leggermente infastidita, se ne va.
La madre di Emily trova una lettera in cui scopre che la figlia non ha conseguito la laurea all'università, così raggiunge Emily per chiederle spiegazioni, ma la ragazza si accorge che Sarah le sta osservando da lontano, pertanto non parla.
Hanna va dal suo vecchio amico Lucas, ora diventato un riccone, per chiedergli di essere il suo alibi per la notte della morte di Charlotte.
 Parlando successivamente con Spencer, Hanna capisce che l'amica prova qualcosa per Caleb, ma non la biasima per ciò.
Mentre è a casa di Aria, Hanna vede Emily intenta a farsi un'iniezione e, preoccupata, decide di affrontare l'amica; Emily confessa quindi che sta seguendo una terapia ormonale per poter donare i suoi ovuli e racimolare così alcuni soldi.
Hanna e Lucas vengono interrogati da Lorenzo, che alla fine capisce la loro bugia.
Emily cerca Sarah e le chiede perché fosse presente al funerale di Charlotte, ma la ragazza devia il discorso e accusa Emily di sentirsi in colpa per quello che le è accaduto la notte in cui CeCe è stata smascherata.
Melissa dice a Spencer che Damian ha fatto anche a lei delle domande strane e che sul suo taccuino ha letto le parole "fonte, insabbiamento e video". Spencer capisce dunque che Damian sa del video cancellato della sorveglianza del Radley, così decide di incontrare Ezra con le sue amiche, per farlo parlare una volta per tutte, credendo sia lui il colpevole dell’omicidio di Charlotte.
Aria corre da Ezra e gli dice che sarebbe disposta a coprirlo, nel caso in cui lui c’entrasse qualcosa con la morte di Charlotte, però poi arrivano Emily, Spencer e Hanna che lo accusano direttamente di aver ucciso la loro ex stalker, così l’uomo, in preda al nervoso, le caccia via. Alla fine, Ezra caccia anche Aria, dicendole che, anche se non ha ucciso lui Charlotte, non è affatto dispiaciuto della sua morte.
Tornata a casa, Spencer racconta come Sarah si è bruciata le mani al Radley, la notte della cattura di A/Charlotte, poi confida di credere che gli anni di torture subite da A la possano aver resa una ragazza insensibile.
Emily torna a casa e Pam si fa promettere che la ragazza non affronterà mai più nulla senza di lei, ma che invece affronteranno sempre tutto insieme.
Hanna chiede scusa a Lucas per averlo coinvolto nel caso dell’omicidio di Charlotte.
Alla fine, Spencer e Caleb si lasciano andare ai loro reciproci sentimenti e si baciano.
Aria sta scrivendo di nascosto il terzo capitolo del libro di Ezra, perché il suo capo spinge per avere il seguito, quando improvvisamente le arriva un messaggio con scritto: "Sai chi è stato e ti farò parlare."
A fine episodio, si vede qualcuno, molto probabilmente Über “A”, aprire un contenitore con all'interno le vecchie divise di A, per poi buttarle in un secchio.
- Ascolti USA: telespettatori 1 650 000 – share 0,80%[47]

## Nuovi ragazzi, nuove bugie
- Titolo originale: New Guys, New Lies
- Diretto da: Maya Goldsmith
- Scritto da: Joseph Doughert

### Trama
L’episodio inizia con Spencer che si risveglia dopo aver passato la notte con Caleb: la ragazza indossa la camicia di lui e ha un sorrisetto soddisfatto stampato in faccia. Poco dopo, Spencer riceve finalmente il messaggio che, alla fine dello scorso episodio, aveva sconvolto Aria e, dopo averlo letto in tutta fretta, raggiunge le amiche. Una volta riunitesi, le quattro protagoniste si scervellano per capire chi possa essere il mandante.
Caleb e Spencer sembrano avere parecchie difficoltà con gli altri, a causa della loro nuova relazione; inoltre, Spencer sembra non aver del tutto chiarito con se stessa i propri sentimenti nei confronti di Toby. Caleb, invece, si dimostra essere l'adulto della situazione e, da vero uomo, si confronta con Toby, in nome della loro forte amicizia, dicendogli di lui e di Spencer, pur provocando in Toby una freddezza più che plausibile.
Hanna, nel frattempo, racconta la verità alla madre riguardo alla questione del video cancellato e, successivamente, la racconta anche al suo fidanzato Jordan che, nonostante la gravità dell’atto commesso dalla ragazza, decide di aiutarla.
Emily, intanto, aiuta Aria, la quale è alla ricerca di Ezra, misteriosamente scomparso. Le ragazze trovano alcune prove che le portano ad andare nell’appartamento del loro ex-professore, quindi Emily intrattiene Sabrina, la responsabile del bar di Ezra, mentre Aria ruba le chiavi dell’appartamento dell’uomo, per introdurcisi e raccogliere informazioni.
Aria, nel frattempo, scopre anche che il padre potrebbe aver a che fare con l’omicidio di Charlotte. Successivamente, si vede un flashback molto interessante della ragazza e dei suoi genitori, che discutono animatamente di CeCe e delle possibilità, non molto condivise da Byron, riguardo al suo rilascio.
Spencer, mentre continua la sua carriera politica in aiuto della madre, conosce finalmente Yvonne Phillips, prima attraverso una specie di curriculum e, successivamente, di persona. Yvonne è la figlia del concorrente nelle elezioni politiche di Veronica e, oltre a essere molto intelligente e scaltra, risulta anche essere molto legata a Toby, sentimentalmente parlando. A tal proposito, nonostante la stima che Spencer prova nei confronti di Yvonne, la Hastings si dimostra gelosa e leggermente possessiva nei confronti del suo ex ragazzo.
Emily, durante la missione di soccorso ad Aria, viene scoperta da Sabrina mentre rimette al suo posto le chiavi, precedentemente rubate, dell’appartamento di Ezra: questo perché Ezra è ancora il proprietario del Brew, quindi vive al piano superiore del locale, ma Sabrina resta pur sempre la direttrice del bar, a cui ne è affidata la responsabilità. In un modo o nell’altro, Emily sembra sempre rimetterci, deludendo questa volta Sabrina stessa, con la quale sembrava essere entrata in sintonia.
In tutto ciò, ci rimettono anche i genitori delle quattro protagoniste: ovviamente, è chiaro che Byron ha qualcosa a che fare con la notte dell’omicidio di Charlotte, ma nessuno crede realmente in un suo coinvolgimento effettivo alla causa. Non è solo lui, però, a essere caduto nella solita trappola della menzogna: Ashley infatti, alla fine, guarda sgomenta l’hard disk rubato da lei stessa, quello con sopra i video della sorveglianza del Radley cancellati illegalmente dalla figlia.
A fine episodio, si vede qualcuno travestito da portinaio del Radley, ovvero Über “A”, uscire dall'hotel e infilarsi in una macchina. Una volta dentro, lo stalker si toglie gli occhiali, il capello e la maschera che indossava.
- Ascolti USA: telespettatori 1 390 000 – share 0,60%[48]

## Non disturbare
- Titolo originale: Do Not Disturb
- Diretto da: Melanie Mayron
- Scritto da: Bryan M. Holdman

### Trama
Si scopre che i genitori di Aria hanno deciso di riprovarci e che quindi si erano incontrati di nascosto al Radley per “confrontarsi” sulle modalità migliori per comunicare la dolcissima notizia ai propri figli.
Spencer e Aria fanno un’incursione illegale nella camera di Sarah al Radley, per cercare una mazza da golf numero 9, ipotetica arma del delitto citata loro da A, e avere quindi la conferma che dietro tutti quegli intrighi ci sia lei.
 Aria entra nella cabina armadio della stanza di Sarah e scompare grazie a un buco presente nella parete e a una scala che porta verso il basso. Spencer, invece, scopre che nella stanza di Sarah ci sono due piantine dell'hotel, quello vecchio e quello nuovo; dopo averle sovrapposte, la ragazza capisce che la vecchia stanza di Charlotte è la stessa in cui, in quel momento, alloggia Sarah.
Intanto, Hanna viene minacciata dal nuovo A: se non consegnerà l’hard disk con le immagini del video della sorveglianza del Radley, dovrà dire addio al suo perfetto fidanzamento con il suo principe azzurro, Jordan. Hanna ripone dunque un pacco in un cassonetto, ma non prima di aver orchestrato un bello scherzo: Caleb ha preparato per A un hard disk falso con dentro un virus.
Emily, proprio quel giorno, è stata operata per donare i suoi ovuli a una coppia ma, alla fine, non ci guadagnerà nulla, perché la coppia rinuncerà all’ultimo secondo. In ospedale, comunque sia, lei sostiene di aver visto Sarah manomettere la sua flebo ma Alison, che l’ha accompagnata, le dice di aver vigilato per tutto il tempo su di lei e di non aver visto niente di sospetto.
Spencer ha un faccia a faccia con Mona, che è diventata l’assistente personale di Yvonne. Poco dopo, durante un incontro sospetto tra le due ragazze, Spencer riesce a impossessarsi del cellulare di Yvonne e, grazie a Caleb, a clonarlo: in questo modo, il ragazzo scoprirà che la famiglia di Spencer viene spiata dalla famiglia di Yvonne.
Alison incontra Sarah, che le offre l’opportunità di ricostruire, grazie ai reciproci ricordi, la vera storia di Charlotte e i suoi lati rimasti ancora oscuri.
Emily scopre che la clinica alla quale aveva donato gli ovuli è stata rapinata e, successivamente, viene ricattata da A: “o mi dici chi è l’assassino, oppure userò i tuoi ovuli”.
A fine episodio, si vede Über “A” che collega l'hard disk al suo pc; nel farlo, però, si attiverà il virus di Caleb, che cancellerà dal pc di Über “A” tutti i suoi preziosi file. Tutto questo, Über “A” non l’aveva affatto preventivato.
- Ascolti USA: telespettatori 1 220 000 – share 0,60%[49]

## Dove mi aspetta qualcuno
- Titolo originale: Where Somebody Waits for Me
- Diretto da: Joseph Dougherty
- Scritto da: Joseph Dougherty

### Trama
Aria è stata scoperta da Liam, suo collega nonché fidanzato, a scrivere il romanzo di Ezra, spacciandosi appunto per lui. Questo perché Ezra è sparito e risulta introvabile, mentre la editor di Aria pretende dei nuovi capitoli nell’immediato. Improvvisamente, mandando all’aria il piano di Aria, Ezra torna a Rosewood con tre capitoli nuovi di zecca scritti di suo pugno.
Alison è stufa di tenere nascosta la vera natura della relazione esistente tra lei e il dottore personale di sua sorella Charlotte, Elliot Rollins, così, dopo una chiacchierata liberatoria con Spencer, Ali decide di chiarire la posizione con Elliott e di uscire allo scoperto: i due si frequentano ormai da tempo.
Spencer è venuta a conoscenza di un segreto su Veronica che gli avversari politici potrebbero utilizzare per farla risultare perdente alle elezioni: si sta sottoponendo a delle cure per il cancro. Dopo una serie di riflessioni, Spencer prende la decisione più saggia: lascerà che le cose facciano il loro corso, perché quello è il segreto di sua madre, non il suo.
Hanna sta iniziando a litigare sempre più spesso con il suo fidanzato, perché lei è stressata dalla situazione e inoltre A la tiene ancora sotto scacco; per questo motivo, la ragazza si incontra con Caleb, solo che il suo ex, al momento, pensa ad altro e quindi non riesce ad aiutarla.
Emily è ancora alla ricerca dei suoi ovuli, insieme a quelli di altre 30 persone, che sono andati perduti a causa di A.
La tenente Tanner è tornata alla carica sottolineando che, nei cinque anni di assenza delle ragazze, a Rosewood non c’è stato nessun crimine mentre, appena sono tornate loro, Charlotte è morta. La poliziotta, inoltre, chiarisce a Alison che l’arma del delitto ha una forma diversa da quella di una mazza da golf, quindi A si è preso gioco delle ragazze.
Spencer, quasi alla fine dell'episodio, prendendo in mano la valigia della sorella scopre che è rotta: manca infatti uno dei pezzi di metallo appartenenti alla maniglia e quel pezzo ha proprio una forma compatibile con le ferite riportate da Charlotte.
A fine episodio, si vede Über “A” intento a sistemare un impianto elettrico, facendolo tornare a funzionare.
- Ascolti USA: telespettatori 1 360 000 – share 0,70%[50]

## Abbiamo tutti un passato
- Titolo originale: We've All Got Baggage
- Diretto da: Paula Hunziker
- Scritto da: Oliver Goldstick

### Trama
L'episodio inizia con Emily, Hanna e Alison che entrano nella stanza di Sarah al Radley, per far vedere ad Ali il buco dietro alla cabina armadio precedentemente scoperto da Aria. Con gran sgomento, però, le tre amiche scoprono che il buco non c'è più ma, proprio in quel momento, entra in stanza un’inserviente dell'hotel per fare le pulizie; le tre ragazze, allora, si chiudono nella cabina armadio. Quando l'inserviente dell'hotel si allontana per un attimo, le tre scappano. Si vedrà, in seguito, l'inserviente togliersi la maschera e gli occhiali che stava indossando e lasciarli sul carrello delle pulizie.
Spencer capisce di non poter rivelare alla madre la verità sul suo segreto, almeno non senza dirle come l'ha scoperto. La prima cosa che fa dunque la ragazza, la mattina dopo, è ammettere tutto senza riserve: in questo modo, Veronica trova il coraggio per dichiarare pubblicamente la verità sulla sua malattia. Nel mentre, un segreto scomodo sul passato di Yvonne viene alla luce, venduto alla stampa proprio da una fonte interna allo staff adibito alla campagna elettorale di Veronica. Quando tutto riconduce a Spencer, Caleb capisce la necessità di trovare un capro espiratorio, quindi sceglie di occupare lui quella posizione, liberando la ragazza da ogni sospetto.
 Melissa, più tardi, confessa a Spencer e a Veronica che il segreto di Yvonne è quello di essersi sbarazzata di una gravidanza indesiderata.
Alison riceve un messaggio da parte di A, che la informa che Elliott, il dottore di sua sorella, sa il motivo per il quale Charlotte uscì di casa, quella fatidica notte. Dopo essersi chiariti, Elliott e Alison, che ora stanno insieme alla luce del sole, si baciano e successivamente l’uomo chiede alla ragazza di sposarlo.
Emily, nel frattempo, si reca a ispezionare un vecchio ristorante ormai chiuso e scopre, sul tetto di un capanno lì vicino, la parte mancante della valigia di Melissa. Mentre tenta di recuperarla, però, una macchina sbuca fuori dal nulla e prova a investire la ragazza, che si rifugia sul tetto del capanno. Il guidatore della macchina riesce infine a impossessarsi della maniglia della valigia, senza che Emily riesca a identificarlo.
Hanna viene ingaggiata da Ella per organizzarle il matrimonio. Successivamente, la Marin racconta a Spencer e a Caleb una discussione avvenuta tra lei e Melissa alcuni anni prima, discussione in cui quest'ultima le aveva confessato di essere stata lasciata da Wren, dopo che il ragazzo aveva ricevuto una chiamata da parte di Charlotte.
Aria sta cercando di risolvere la questione di Ezra e del suo libro, quando Byron le chiede di officiare il secondo matrimonio tra lui ed Ella. Aria, all'inizio, è indecisa sul da farsi ma, alla fine, accetta, soprattutto dopo che il padre le ha spiegato che suo fratello Mike non è d'accordo sul loro secondo matrimonio e che quindi non verrà ad assistere alla cerimonia.
 Aria, inoltre, non se la passa molto bene con Liam a causa di una chiacchierata avvenuta tra il ragazzo ed Ezra, chiacchierata in cui Liam ha scoperto di essere stato ingannato. Nonostante questo, un discorso scritto e poi recitato da Aria sull’altare sembra essere abbastanza per far tornare Liam sui propri passi.
A fine episodio, Alison ed Elliott si recano a casa Montogomery, dove chiedono ad Aria, temporaneamente in possesso di una licenza per sposare le persone, che la ragazza aveva utilizzato per officiare la cerimonia dei suoi genitori, di celebrare il loro matrimonio.
A fine episodio, si vede Über “A” intento a mangiarsi una fetta di torta presa dal matrimonio dei genitori di Aria.
- Ascolti USA: telespettatori 1 270 000 – share 0,60%[51]

## Cerchio di fuoco
- Titolo originale: Burn This
- Diretto da: Arthur Anderson
- Scritto da: Maya Goldsmith

### Trama
L'episodio inizia con Aria, Hanna ed Emily che parlano di tutto quello che è successo fino a quel momento. Quando Aria, a un certo punto, prende in mano la macchina fotografica per rivedere le foto scattate alla cerimonia del matrimonio dei suoi genitori, trova alcune foto che non sono state fatte da lei. In una di queste foto, si vedono dei bigliettini poggiati su dei tavoli che dicono: Ditemi chi è l'assassino.... prima del giorno delle elezioni... o sarete voi a perdere.
Dopo che Ezra ha scoperto che cosa ha fatto Aria al suo libro, chiede a Jillian, capo editrice della ragazza, di permettere alla sua ex di lavorare con lui come co-sceneggiatrice. Dopo la risposta positiva di Jillian, i due ragazzi vanno avanti con la stesura del “loro” libro.
Caleb deve affrontare il danno causato per essersi preso la colpa della fuga di notizie su Yvonne, divulgate molto probabilmente da A. Successivamente, Toby lo affronta, ma il ragazzo, per proteggere Spencer, si rifiuta di dire all’amico la verità, così, alla fine, Toby gli tira un pugno, preso dalla rabbia.
Spencer ha un flashback del suo secondo anno al college: lei e Toby si erano spaventati a morte a causa di un ritardo della ragazza e, impauriti per una possibile gravidanza, i loro diversi punti di vista su come gestire il problema li avevano portati alla deriva.
 Alla fine, Spencer confessa a Toby la verità su Caleb e sulla fuga di notizie, oltre a dirgli di essere perseguitata da una nuova A.
Caleb viene cacciato da Veronica dal fienile degli Hastings, quindi si reca al Radley, dove Ashley gli offre di restare nella loro stanza degli ospiti; il ragazzo, gentilmente, rifiuta.
Intanto, a casa di Aria, si presenta la tenente Tanner, che comunica alla ragazza di essere stata identificata da un testimone, mentre chiamava al telefono Charlotte, la notte della sua morte. Quando Aria va a farsi identificare, appena esce dalla stazione di polizia, scopre che la testimone è Sarah. La ragazza, a questo punto, affronta la Tanner dicendole che, invece di incolpare lei, dovrebbe incolpare Sarah; successivamente, mentre la Tanner riceve una telefonata e si distrae, Aria trova il foglio della denuncia sulla scrivania del tenente e lo ruba.
Alla festa pre-nuziale di Hanna, Mona si presenta con un regalo per l’amica, essendo stata invitata da Ashley.
Un malfunzionamento nell'appartamento di Lucas, nel quale si sta svolgendo la festa di Hanna, provoca un incendio, nel quale Aria resta ferita.
Emily nota un portachiavi con un paio di dadi rosa appeso alle chiavi di Mona, la stessa descrizione fatta da Sarah, che disse alla Tanner di aver visto una bella ragazza mora e di bassa statura, con quel portachiavi stretto tra le mani, chiamare Charlotte la notte in cui è stata uccisa.
- Ascolti USA: telespettatori 1 450 000 – 0,60%[52]

## Ti sono mancata?
- Titolo originale: Did You Miss Me?
- Diretto da: Roger Kumble
- Scritto da: Joseph Dougherty

### Trama
L'episodio inizia con un confronto tra Mona ed Emily, in cui la prima confessa che, quella fatidica notte, ha chiamato Charlotte per chiederle di incontrarsi lontane da occhi indiscreti ma che, alla fine, l’ha aspettata invano per due ore in un ristorante chiamato I Due Corvi. Inoltre, Mona dice a Emily che non è stata lei a uccidere Charlotte, perché quel giorno era impegnata con la campagna elettorale della madre di Yvonne.
 Alla fine, Emily informa Spencer e Aria circa l'incontro avvenuto con Mona.
Hanna è con Lucas e i due cercano di capire come mai il sistema centralizzato dell'appartamento del ragazzo, in cui attualmente Hanna risiede, sia andato a fuoco; intanto, la ragazza comunica al suo fidanzato, Jordan, che per il momento deve rimanere ancora a Rosewood.
Alison ed Elliot sono nella suite di un hotel, dopo aver festeggiato la loro luna di miele, quando, a un certo punto, Ali cade accidentalmente giù dalle scale, finendo in ospedale.
Emily, Spencer, Aria e Hanna si riuniscono dopo aver saputo dell'incidente di Alison e, cercando di capire se il suo è stato veramente un incidente oppure no, si cominciano a chiedere anche se Mona possa aver ucciso Charlotte.
Ezra convoca Aria a casa sua per comunicarle che Jillian li ha invitati a cena.
Hanna va a trovare Alison in ospedale quando, all'improvviso, entra in stanza Elliot; mentre marito e moglie parlano, la ragazza trova un biglietto sospetto tra i fiori regalati ad Ali: dentro al biglietto sono raffigurate le cinque facce delle protagoniste, con una croce rossa dipinta solo sopra a tre di loro, ovvero Aria, Alison ed Emily; la prima si è bruciata, la seconda è caduta dalle scale e la terza ha perso i suoi ovuli.
Spencer riceve una videochiamata da Emily, che vuole far vedere anche a lei la scena che si sta svolgendo sotto i suoi occhi in quel momento: Mona è in compagnia dell'autista personale di Sarah e i due stanno parlando tra di loro. Spencer raggiunge Emily per saperne di più e, a quel punto, le due amiche vedono l'autista di Sarah andarsene con qualcosa in mano, quindi lo seguono.
 Emily e Spencer inscenano un tamponamento tra la loro macchina e quella dell'autista di Sarah e, quando quest’ultimo esce dal negozio in cui si era recato, le due si scusano con lui. A quel punto, Spencer, durante quel confuso momento di discussione, afferra l'oggetto misterioso che ha con sé l’uomo e ci curiosa dentro: l'oggetto contiene la planimetria dei sotterranei del Manicomio Radley, con allegato un biglietto di benvenuto al nuovo Hotel Radley.
Aria sta leggendo una bozza scritta da Ezra quando, a un certo punto, si immagina la scena descritta. Erza, allora, per aiutarla a scrivere meglio il libro, le spiega il pezzo che la ragazza ha appena letto, riguardante una litigata avvenuta tra l’uomo e la sua ex ormai dispersa, Nicole.
Emily continua a seguire l'autista di Sarah e, mentre l’uomo è intento a mangiarsi un gelato, spunta fuori una macchina che lo affianca, mentre lui, con disinvoltura, getta l'oggetto misterioso dentro al finestrino posteriore dell’auto, alla cui guida c'è proprio Sarah.
Hanna propone a Caleb di inscenare che hanno trovato l'assassino di Charlotte, per incastrare così il nuovo stalker.
Spencer, tornando a casa, trova Hanna e Caleb intenti a parlare e li informa di quello che lei ed Emily hanno scoperto. Poco dopo, Hanna fa lo stesso, fingendo di confessare a Spencer quello che è successo quella fatidica notte: Hanna fa infatti credere all’amica che, quella notte, lei seguì Aria ed Erza fuori dal Radley, per poi notare Charlotte entrare in chiesa da sola; approfittando di ciò, la seguì, la aggredì e infine la ammazzò, per poi portare il suo corpo in cima al campanile, buttandolo infine di sotto. Spencer è sconvolta per questa rivelazione shock, ma Hanna, alla fine, le fa capire che è tutta una messa in scena, per dimostrare a Caleb che si può far credere quello che si vuole a chiunque.
Erza e Aria, nel mentre, sono all'incontro con Jillian per parlare del libro.
Hanna e Caleb, intanto, informano Emily della strategia che hanno ideato per smascherare il nuovo A, mentre Spencer ed Em, alla fine, accettano il loro piano.
Jillian confessa di sapere che Liam e Aria stanno assieme, ma vuole che ora la ragazza si concentri per continuare a scrivere il libro con Ezra.
 Poco dopo, Aria riceve una chiamata da parte di Emily, che l'aggiorna sull'idea che hanno avuto Hanna e Caleb e che le dice di dirlo anche a Erza.
Spencer ha un flashback di lei e Caleb e del loro incontro a Madrid.
Caleb e Hanna tornano all'appartamento della ragazza, dove trovano Lucas intento a fare delle prove per il nuovo sistema computerizzato, appena installato. Lucas fa poi vedere a Hanna il progetto sul quale sta lavorando e che vorrebbe mettere in piedi, cercando dei consigli dall’amica e proponendole, infine, di lavorare con lui.
Alison sta riposando nella sua camera d’ospedale quando, all'improvviso, apre gli occhi e vede sua madre vicino al suo letto: le due iniziano a conversare.
Mona incontra Sarah per strada e le intima di stare alla larga dalle sue amiche.
Aria racconta a Ezra del piano di Hanna e Caleb, mentre Elliot sveglia Alison, informandola che finalmente la dimettono dall’ospedale.
Spencer, Caleb, Hanna, Emily, Aria ed Erza sono ora tutti riuniti nel salotto di Spencer, pronti ad attuare il loro piano. Hanna, alla fine, invia un messaggio vocale al misterioso nuovo stalker, dicendogli di lasciar stare le sue amiche perché è stata lei a uccidere Charlotte.
- Ascolti USA: telespettatori 1 760 000 – share 0,70%[53]

## Top secret, dolci bugiardelle
- Titolo originale: Hush Hush, Sweet Liars
- Diretto da: Ron Lagomarsino
- Scritto da: I. Marlene King

### Trama
Il piano di Hanna procede senza intoppi e lei non si tira di certo indietro, anche se ovviamente ha paura.
Le Liars, insieme ai ragazzi, si ingegnano per trovare un modo per incastrare il nuovo A e, alla fine, tutti si danno una mansione da svolgere: Hanna, Caleb, Aria ed Ezra staranno al Lost Woods Resort, luogo dove hanno deciso di attirare il cattivo; Spencer e Toby, invece, andranno al Radley, per capire per quale motivo Sarah è tornata nella struttura; Emily, infine, dovrà stare vicino ad Ali, che nel mentre sta avendo delle strane allucinazioni.
Mentre Caleb costruisce una recinzione per circondare il Lost Woods Resort, Spencer e Toby cercano un modo per arrivare alla stanza segreta, situata nei sotterranei del Radley, che Sarah ha marchiato come suo nuovo obiettivo. Ovviamente, Toby decide di aiutare Spencer perché l’impresa è difficile, ma anche perché non vuole lasciarla sola.
Aria aiuta Ezra a superare un difficile momento emotivo dovuto alla scrittura dell’ultimo capitolo del loro libro: per Ezra, ricordare Nicole non è affatto facile, ma finalmente il ragazzo riesce a farlo senza provare una forte rabbia, anche grazie all’aiuto di Aria. Successivamente, Jillian chiama i due per riferire loro che ama il romanzo che stanno scrivendo e che, dopo la pubblicazione, faranno molto successo. Questo porta un sacco di euforia a Ezra e Aria, che finiscono per baciarsi appassionatamente, andando anche a letto insieme.
Durante la festa per l’elezione del nuovo senatore, vinta ovviamente da Veronica, Spencer e Toby scendono nei sotterranei del Radley e rompono un muro che nasconde una porta segreta. Nel frattempo, arriva sul posto anche Mona, che ormai è cambiata e vuole dare una mano ai due ragazzi. Quello che i tre trovano, al di là della porta, è una vecchia cartella clinica, tenuta nascosta perché contiene una verità incredibile: circa 25 anni prima, al Radley, era stata ricoverata una donna di nome Mary Drake; poco dopo, quest’ultima ebbe un figlio, Charles, adottato in seguito dai DiLaurentis.
Mentre Spencer, Toby e Mona sono in mezzo alle ragnatele, nei sotterranei del Radley, gli altri quattro ragazzi sono al Lost Woods Resort, intenti a preparare la trappola per A. La recinzione di Caleb è stata finalmente piazzata, come anche le telecamere, ora tocca a Hanna dare il segnale. La ragazza manda quindi un messaggio al cattivo, dicendogli dove si trova e che lo sta aspettando e, mentre attende di essere raggiunta da A, parla da sola con Caleb e gli confessa di averlo sempre amato, di non aver mai smesso di farlo: la loro rottura non è stata affatto facile, per lo più per lei che, anzi, aveva subito cercato di tornare indietro. Caleb, sopraffatto da questa rivelazione, bacia appassionatamente Hanna, prima di lasciarla sola nella stanza. Caleb, Aria ed Ezra, a quel punto, aspettano fuori, sorvegliando la situazione e tenendosi pronti per catturare il nuovo e misterioso stalker. Qualcosa però va storto, perché viene identificato un movimento vicino al perimetro del Resort ma, quando i tre ragazzi vanno a controllare, non trovano assolutamente traccia di nessuno; preoccupati, rientrano nella stanza per andare a vedere come stia Hanna, ma qui trovano una spiacevole sorpresa: la ragazza è stata rapita perché la stanza non era stata controllata a dovere e A aveva accesso a una via di fuga, ovvero una botola nascosta sul pavimento. In più, il cattivo ringrazia i ragazzi per avergli consegnato Hanna e firma il suo messaggio con A.D.
Per Alison, nel frattempo, le cose non vanno di certo meglio: suo marito Elliot è andato a Chicago per un convegno di lavoro, quindi Ali è restata a casa da sola. Per questo motivo, Emily decide di farle compagnia, nel caso avesse bisogno di qualcosa. Mentre Alison dorme, comincia a fare dei sogni strani: sogna la madre defunta, arrabbiata con lei, e sogna anche il detective Wilden, che cerca sempre un contatto fisico con lei. Il problema, però, è che Ali non li sogna soltanto, li vede anche da sveglia e, quello che la fa preoccupare maggiormente, è che le sue allucinazioni sono fin troppo veritiere. A quel punto Alison, stremata, scappa di casa e si nasconde in chiesa, dove pensa di essere al sicuro. La ragazza arriva persino a credere di meritarsi tutto quello che le sta succedendo, per via di ciò che ha fatto in passato. Alla fine, Ali realizza di aver bisogno di aiuto e pertanto chiede a Emily di portarla alla clinica dove è stata ricoverata Charlotte, sperando che lì riusciranno a curarla. Emily, dal canto suo, cerca in tutti i modi di far cambiare idea all’amica, ma non ci riesce.
Si scoprirà, più avanti, che quelle di Alison non sono delle vere allucinazioni: la madre che lei crede di continuare a vedere altri non è che Mary Drake, sorella gemella di Jessica; Charlotte, invece, era il grande amore di Elliot, che ha usato Alison per volere di Mary, la quale intende vendicarsi per ciò che le è stato tolto, in gioventù, dalla sorella Jessica, che l’aveva fatta internare al Radley quando era solamente una ragazza. Charlotte, in poche parole, era la cugina di Alison e di Jason, mentre Elliot ha sposato Ali solo per rubarle quello che spetta invece di diritto a Mary. Per farlo, quindi, i due hanno fatto impazzire Alison: Mary si è mostrata alla nipote, facendole credere di essere la sua defunta madre Jessica, mentre Elliot ha fabbricato una maschera del volto di Wilden e l’ha indossata, per tormentare la povera Ali.
Alla fine, però, si scopre che Mary è caduta nella trappola di Caleb: le telecamere piazzate dal ragazzo lungo il perimetro del Lost Woods Resort l’hanno ripresa, quindi ora i ragazzi sono in possesso di un video che prova la sua esistenza.
- Ascolti USA: telespettatori 1 190 000 – share 0,60%[54]